# Campionato tahitiano di football americano 2020
Il Campionato tahitiano di football americano 2020 è stata la 12ª edizione del campionato di football americano di primo livello, organizzato dalla FTFA.
Il torneo è stato annullato a causa della pandemia di COVID-19 del 2019-2021.

## Squadre partecipanti
| Club           | Città    | Stadio | Sponsor ufficiale | Risultato nella stagione 2019 |
| -------------- | -------- | ------ | ----------------- | ----------------------------- |
| A.S. Excelsior | Papeete  |        |                   |                               |
| A.S. Haura     | Mahina   |        |                   |                               |
| Manu-Ura       | Paea     |        |                   |                               |
| Ono            | Punaauia |        |                   |                               |

## Stagione regolare

### Calendario

#### 1ª giornata
| Papenoo 7 marzo 2020 | Haura | - – - | Excelsior |  |

#### 2ª giornata
| Paea 14 marzo 2020 | Manu-Ura | – | Ono |  |

#### 3ª giornata
| Punaruu 21 marzo 2020 | Ono | - – - | Haura |  |

#### 4ª giornata
| Paea 28 marzo 2020 | Manu-Ura | - – - | Haura |  |

#### 5ª giornata
| Punaruu 4 aprile 2020 | Ono | - – - | Excelsior |  |

#### 6ª giornata
| Papeete 18 aprile 2020 | Excelsior | - – - | Manu-Ura |  |

#### 7ª giornata
| Punaruu 2 maggio 2020 | Ono | - – - | Manu-Ura |  |

#### 8ª giornata
| Papeete 9 maggio 2020 | Excelsior | - – - | Haura |  |

#### 9ª giornata
| Paea 16 maggio 2020 | Manu-Ura | - – - | Excelsior |  |

#### 10ª giornata
| Papenoo 23 maggio 2020 | Haura | - – - | Manu-Ura |  |

#### 11ª giornata
| Papeete 30 maggio 2020 | Excelsior | - – - | Ono |  |

#### 12ª giornata
| Papenoo 6 giugno 2020 | Haura | - – - | Ono |  |

### Classifica
La classifica della regular season è la seguente:
- PCT = percentuale di vittorie, G = partite giocate, V = partite vinte,  P = partite perse, PF = punti fatti, PS = punti subiti

| Pos. | Squadra        | PCT  | G | V | N | P | PF | PS |
| ---- | -------------- | ---- | - | - | - | - | -- | -- |
| 1    | Ono            | .000 | 0 | 0 | 0 | 0 | 0  | 0  |
| 2    | Manu-Ura       | .000 | 0 | 0 | 0 | 0 | 0  | 0  |
| 3    | A.S. Excelsior | .000 | 0 | 0 | 0 | 0 | 0  | 0  |
| 4    | A.S. Haura     | .000 | 0 | 0 | 0 | 0 | 0  | 0  |

## XII Heiva Bowl
| 27 giugno 2020 | TBD | – | TBD |  |